# 松永高寛
松永高寛（まつなが たかひろ、1966年 - ）は、日本の写真家。

## 概要
写真集　2011　Butterﬂy transcendent. （蒼穹舎）
　　　　
2019　Hibakuzyu 74 years light
写真展　2013.2　LION　（東京）　「Butterﬂy transcendent.」
2019.7　UNION SODA　（福岡）　「74 years of light.」
2019.8　gallery G　（広島）
KMoPA(清里フォトミュージアム）パーマネントコレクション　Rumanzovia　＃4